# Amata evanescens
Amata evanescens är en fjärilsart som beskrevs av Turati 1917. Amata evanescens ingår i släktet Amata och familjen björnspinnare. Inga underarter finns listade i Catalogue of Life.